# The XYZ Show
The XYZ Show est une émission de télévision kenyane satirique de marionnettes, diffusée en langue swahili sur la chaîne privée Citizen TV. L'émission s'inspire de son homologue française Les Guignols de l'info, et de l'ancienne émission britannique Spitting Image,. Elle a pour fonction d'offrir une présentation satirique de la vie politique du Kenya, et plus particulièrement de dénoncer les actes de corruption. Le Président Mwai Kibaki, « présenté comme fatigué et hors-circuit », et le Premier ministre Raila Odinga, « affublé d'une élocution peu compréhensible », y ont notamment leurs marionnettes,.
The XYZ Show fut créé par le « dessinateur le plus célèbre d’Afrique de l’est », Gado, et lancé en mai 2009. Il reçut une aide financière de la Fondation Ford, visant à encourager la promotion de la démocratie et la lutte contre la corruption,. The XYZ Show suscita par avance un vif intérêt auprès du public, et la première émission fut regardée par des millions de personnes.
Les marionnettes sont conçues par Gerald Olewe, à partir des dessins de Patrick Gathara. James Kanja est le réalisateur de l'émission. Olewe a appris toute la fabrication des marionnettes dans l'atelier d'Alain Duverne, le créateur des marionnettes des Guignols de L'Info, dans le XI° Arrondissement de Paris. C'est ici que le premier personnage du XYZ Show a vu le jour.